# 徐端
徐端（1751年—1812年），字肇之，清朝浙江德清人。江苏清河知县徐振甲之子。
其父徐振甲曾在清河为官，徐端随父同行，在河堤上遇到老兵吏，常请教河流疏导之法。捐赀候选通判，任东河河工，升为同知、知府。他熟悉河务，嘉庆年间，出任河东河道总督和江南河道总督，治南河七年，先后督理数次黄河、淮河、运河工程；多次筹划治河方策。上疏请治云梯关沙淤，培筑桃源以下堤工，增筑东西二坝等。以河患革职。嘉庆十七年卒。著有《回澜纪要》、《安澜纪要》。

## 延伸阅读
[在维基数据编辑]
 《清史稿·卷360》，出自趙爾巽《清史稿》